# Egervár
Egervár község Zala vármegyében, a Zalaegerszegi járásban. A településen polgárőrség működik.

## Fekvése
A zalai Sárvíz mellett fekszik. Különálló településrésze Dénesfa, a belterület északi részén.
A megyeszékhely Zalaegerszeg északi szomszédságában helyezkedik el, a város központjátől 11 kilométerre. A további határos települések: észak felől Gősfa, kelet felől Vasboldogasszony, délkelet felől Zalaszentlőrinc, dél-délkelet felől Zalaszentiván, délnyugat felől Nagypáli, északnyugat felől pedig Lakhegy.

### Megközelítése
Területén és központján áthalad dél-északi irányban a Nagykanizsa-Zalaegerszeg-Vasvár közt húzódó 74-es főút, ez a legfontosabb közúti elérési útvonala. A főútból a település központjában ágazik ki keleti irányban a 7427-es út Vasboldogasszony és Gősfa felé. Nagypálival és Lakheggyel önkormányzati utak kötik össze.
Vasútvonal nem érinti, de közvetlenül a keleti határa mellett húzódik a Szombathely–Nagykanizsa-vasútvonal, melynek ráadásul van Egervár nevét viselő állomása is. Egervár-Vasboldogasszony vasútállomás a két névadó település között nagyjából félúton helyezkedik el, a 7427-es út vasúti keresztezésétől nem messze északra, mindkét község központjától 1-1,5 kilométerre.

## Története
Egervár nevét a mocsaras környezetében gyakori égerfából és a 13. században már létező várának a településnévben történő megjelenítéséből származtatják.
Nevét 1281-ben említette először oklevél, erődjét pedig 1288-ban említették először az írásos forrásokban, amikor a vár éppen gazdát cserélt: János nádor cserélte el polosniczai várát és birtokait Miklós bánnal Egervár váráért és tartozékaiért. Ez a – korban szokásos építkezési módokból következtethetően fából épült, vesszőfonatokkal és karósorral megerősített – mocsaras rét közepén álló építmény 1313–1325 között, a belháborúk során elpusztult. 1325-ben, a Geregye nemzetségből származó Kalmer fiai, a később magukat Egervárinak nevező János és Mihály birtoka volt, akik birtokaikon megosztoznak, a várat ekkor már nem említették.

### A település az Egerváriak alatt
A település a 14.–15. században az Egerváriak birtoka volt. Az Egervári család legkiemelkedőbb tagja, Egervári László volt, aki Mátyás király uralkodása alatt mint bizalmi ember szerepelt, a főrendek sorába emelkedett, és akit II. Ulászló király tett az ország tárnokmesterévé. Egervári László építtette a mai vár elődjét és a település ma is álló templomát, mely 1495-re Szent Katalin tiszteletére épült fel, és a templom mellett 1510-re ferences kolostor is épült, melynek  befejezése Egervári Bereck püspök nevéhez fűződik. A kolostor azonban az idők folyamán elpusztult.
Egervár 1497-ben Ulászló királytól mezővárosi jogokat kapott. Egervár a 15. században élte fénykorát.

### A Kanizsaiak és a Nádasdyak alatt
A település az Egerváriak után a Kanizsai család, majd a Nádasdyak birtoka lett. A település történetéhez a család tagjai közül Nádasdy Tamás, Nádasdy Ferenc és Nádasdy Kristóf neve és tevékenysége kötődik. Nádasdy Tamás 1542-ben országbíró, 1554-ben az ország nádora lett. A fennmaradt adatok szerint nem sokat tartózkodhatott itt, nevében az ügyeket apja, Nádasdy Ferenc, Vas vármegye főispánja intézte, helyreállíttatta az ekkor már erősen romló várat is.
Egervárt az 1550-es években általában Sárvárról igazgatták, azonban a Nádasdy-birtokok között bizonyos mértékű önállóságot élvezett. Az egervári uradalomhoz ekkor kilenc falu tartozott. Lakosai 1554-ben harmincnégy porta után adóztak.
Az 1500-as évek közepén Nádasdy Kristóf átépíttette a várat négysaroktornyos, olaszbástyás várrá, melynek átépítése 1569-re fejeződött be.
1600 körül Kanizsa is török kézre kerül, mely idő után az erődítmény a nyugati országrész egyik legfontosabb végvára lett. Törvénycikkek sora rendelkezett megerősítéséről. A török hódoltság idején Egervár nem pusztult el teljesen, bár megmaradt lakói ebben az időszakban magyar földesuruk mellett a töröknek is adóztak.

### Egervár a Széchenyiek alatt
1676-tól 1873-ig a Széchényi család Egervár birtokosa. A család tagjai közül Széchényi György állította helyre romjaiból a templomot, újra betelepítette a falut, termelőképessé tette a szétzilált uradalmat. Fia, Széchényi Zsigmond a mezőváros számára helyi törvénykönyvet alkotott, szabályozta a szőlőhegy rendjét is. Széchényi Ignác nevéhez a templom teljes barokk átalakítása kötődik 1749–1757 között. Ekkor készült a templom szószéke és oltára, melyek a magyar barokk művészet kiemelkedő alkotásai.
A Rákóczi-szabadságharc idején Egervár határában zajlott 1706-ban az úgynevezett győrvári csata, mely a szabadságharc egyik legjelentősebb, kuruc győzelmet hozó csatája volt.
A vár mai formáját 1712–1713-ban Széchényi Zsigmond idejében kapta, aki ekkor az épület megmentése végett felszámolta a külső védelmi rendszert, és lebontatta az épület északi szárnyát.
A 18. század végén Széchényi Ferenc birtoklásának időszakában komoly gazdasági fellendülés volt érezhető, majd a 19. század második felére Egervár jelentősége erősen háttérbe szorult a Széchényi család más, sokkal jobban jövedelmező birtokai közt. A Széchényiek 1873-ban Solymosy Lászlónak adták el a várat és az uradalmat.

### A Solymosyak idején
A Solymosy család kiemelkedő képviselője volt ifjú báró Solymosy László, aki 1930-tól 1945-ig élt Egerváron.

### A falu az 1940-es évek után
A falu élete az 1940-es évek végétől kezdődően ismét jelentősen megváltozott. 1948-ban Egervár néven egyesült Egervár és Déneslak, majd 1991-ben a hajdani Déneslak részét képező Lakhegy önálló településként kivált Egervárból.
Egervár 1950-től Zala megyéhez tartozik. Az 1950-es évektől szinte napjainkig meghatározta fejlődését a tíz kilométerre lévő, rendkívül gyors fejlődésnek indult megyeszékhely, Zalaegerszeg.
Lakossága a 20. század közepéig a mezőgazdaságból élt. Az 1950-es évektől egyre többen vállaltak munkát Zalaegerszegen, az iparban, kereskedelemben.
Egervár a középkortól napjainkig megőrizte körzeti központ szerepét. Az 1940-es évektől kezdődő jelentős mértékű elvándorlás az 1980-as évek végén megállt, az 1990-es évektől ismét a lélekszám gyarapodása jellemzi a települést.

## Közélete

### Polgármesterei
- 1990–1994: Győri József (független)[5]
- 1994–1998: Győri József (független)[6]
- 1998–2002: Győri József (független)[7]
- 2002–2006: Győri József (független)[8]
- 2006–2010: Németh József (független)[9]
- 2010–2014: Szijártó József (független)[10]
- 2014–2019: Gyerkó Gábor (független)[11]
- 2019–2024: Gyerkó Gábor (Fidesz-KDNP)[12]
- 2024– : Gyerkó Gábor (Fidesz-KDNP)[1]

## Népesség
A település népességének változása:
| Lakosok száma | 1051 | 1042 | 1012 | 1014 | 1027 | 1067 | 1049 |
|               | 2013 | 2014 | 2015 | 2021 | 2022 | 2023 | 2024 |

A 2011-es népszámlálás idején a nemzetiségi megoszlás a következő volt: magyar 97,5%, német 1,5%. A lakosok 75,6%-a római katolikusnak, 1,07% reformátusnak, 0,58% evangélikusnak, 5,6% felekezeten kívülinek vallotta magát (16,9% nem nyilatkozott).
2022-ben a lakosság 90,%-a vallotta magát magyarnak, 1,2% németnek, 0,3% örménynek, 0,3% cigánynak, 0,2% szlovénnek, 0,1-0,1% bolgárnak, ukránnak, románnak és szlováknak, 2,3% egyéb, nem hazai nemzetiségűnek (8,8% nem nyilatkozott; a kettős identitások miatt a végösszeg nagyobb lehet 100%-nál). Vallásuk szerint 50,9% volt római katolikus, 1,5% református, 0,6% evangélikus, 0,1% izraelita, 0,1% görög katolikus, 0,1% ortodox, 1,9% egyéb keresztény, 1% egyéb katolikus, 8,1% felekezeten kívüli (35,7% nem válaszolt).

## Nevezetességei
- Egervári várkastély
- Római katolikus templom
- Egervári László mellszobra Túri Török Tibor alkotásaEgervári László mellszobra Egervár, Túri Török Tibor alkotása

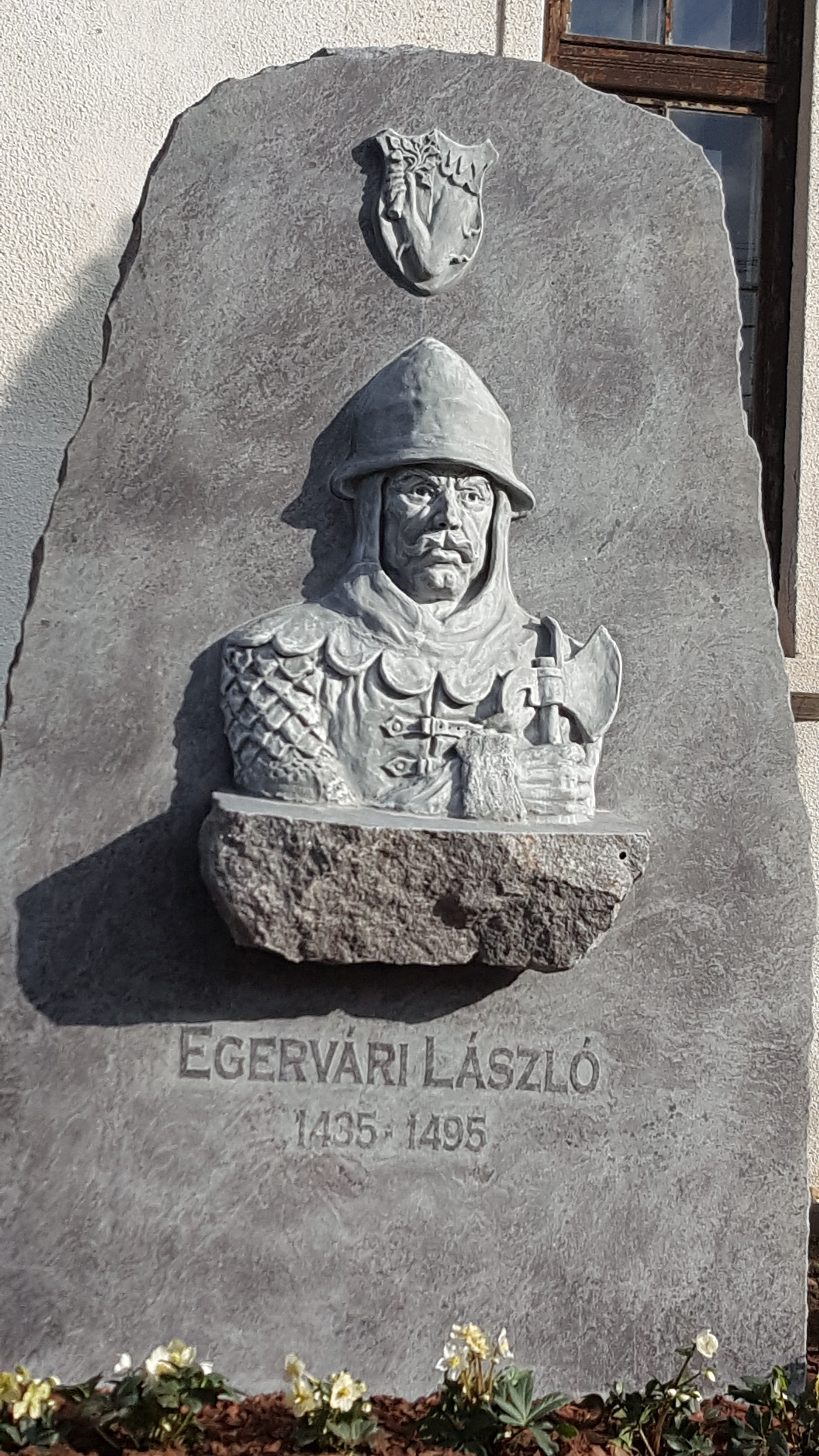
Egervári László mellszobra Egervár, Túri Török Tibor alkotása

## A település az irodalomban
- Érintőlegesen szerepel a település Bödőcs Tibor humorista első regényében, a zalai vidéki helyszínek sokaságát felvillantó Meg se kínáltak című kötetben (a 42. fejezetben).

## Jegyzetek

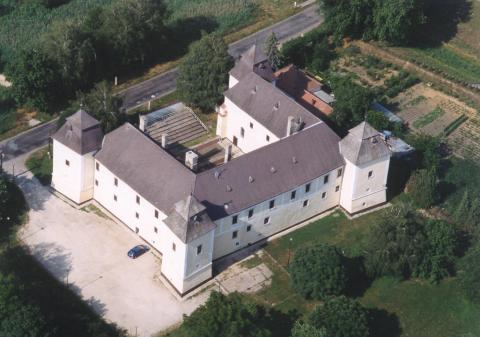
Az egervári várkastély